# Supermalloy
Supermalloy je slitina tvořená Ni (79 %), Mo (5 %), a Fe. Má velmi vysokou relativní permeabilitu, cca 1000000. Jedná se tedy o magneticky měkký materiál. Používá se k výrobě miniaturních magnetických obvodů pro vysokofrekvenční techniku, hlav magnetofonů apod.
Měrný elektrický odpor je 6 nΩ·cm²/cm. Používá se k výrobě komponent pro radiotechniku a telefonii.